# Chirostylidae
Chirostylidae Ortmann, 1892 è una famiglia di crostacei decapodi marini appartenenti all'infraordine Anomura. D'aspetto, come tutte le Chirostyloidea, simili alle aragoste, è una delle quattro altre appartenenti alla superfamiglia. Sebbene i rappresentanti dei Chirostylidae siano superficialmente simili alle aragoste galateoidi, sono più strettamente imparentati con i Lomisoidea e gli Aegloidea, che insieme formano il clade Australopoda. Nessuno dei fossili rinvenuti può essere assegnato con certezza ai Chirostylidae, sebbene alcune fonti presumano che Pristinaspina possa appartenere o a questa o alla famiglia Kiwaidae.

## Tassonomia
In questa famiglia sono riconosciuti sei diversi generi:
- Chirostylus Ortmann, 1892
- Gastroptychus Caullery, 1896
- Hapaloptyx Stebbing, 1920
- Heteroptychus Baba, 2018
- Uroptychodes Baba, 2004
- Uroptychus Henderson, 1888

Un settimo, Ptychogaster A. Milne-Edwards, 1880, è in seguito stato accettato come Gastroptychus Caullery, 1896.